# Joan Marsans i Peix
Joan Marsans i Peix (Barcelona, 5 abril 1880- Barcelona, 15 abril 1952) fou un empresari i polític català, germà del banquer Lluís Marsans i Peix. Fou elegit diputat pel districte de Cervera a les eleccions generals espanyoles de 1919 i 1920 per una coalició encapçalada pel Partit Conservador amb suport de la Federació Monàrquica Autonomista i la Unión Monárquica Nacional.
Va ser comissari de policia i, a finals dels anys 1940, va ser tinent d'alcalde de governació de l'Ajuntament de Barcelona. Les seves activitats en l'esfera dels negocis varen estar centrades en empreses d'espectacles com el Teatre Novedades i editorials com «La Tribuna».
Va morir el 15 d'abril de 1952 per una afecció hepàtica.